# Чёрные отряды
Чёрные отряды (итал. Banda Nere), также известные как Чёрные полосы (итал. Bande Nere) — отряды итальянских наёмников, принимавших участие в Итальянских войнах. Это была первая в европейской истории боевая часть, состоявшая из конных аркебузеров.

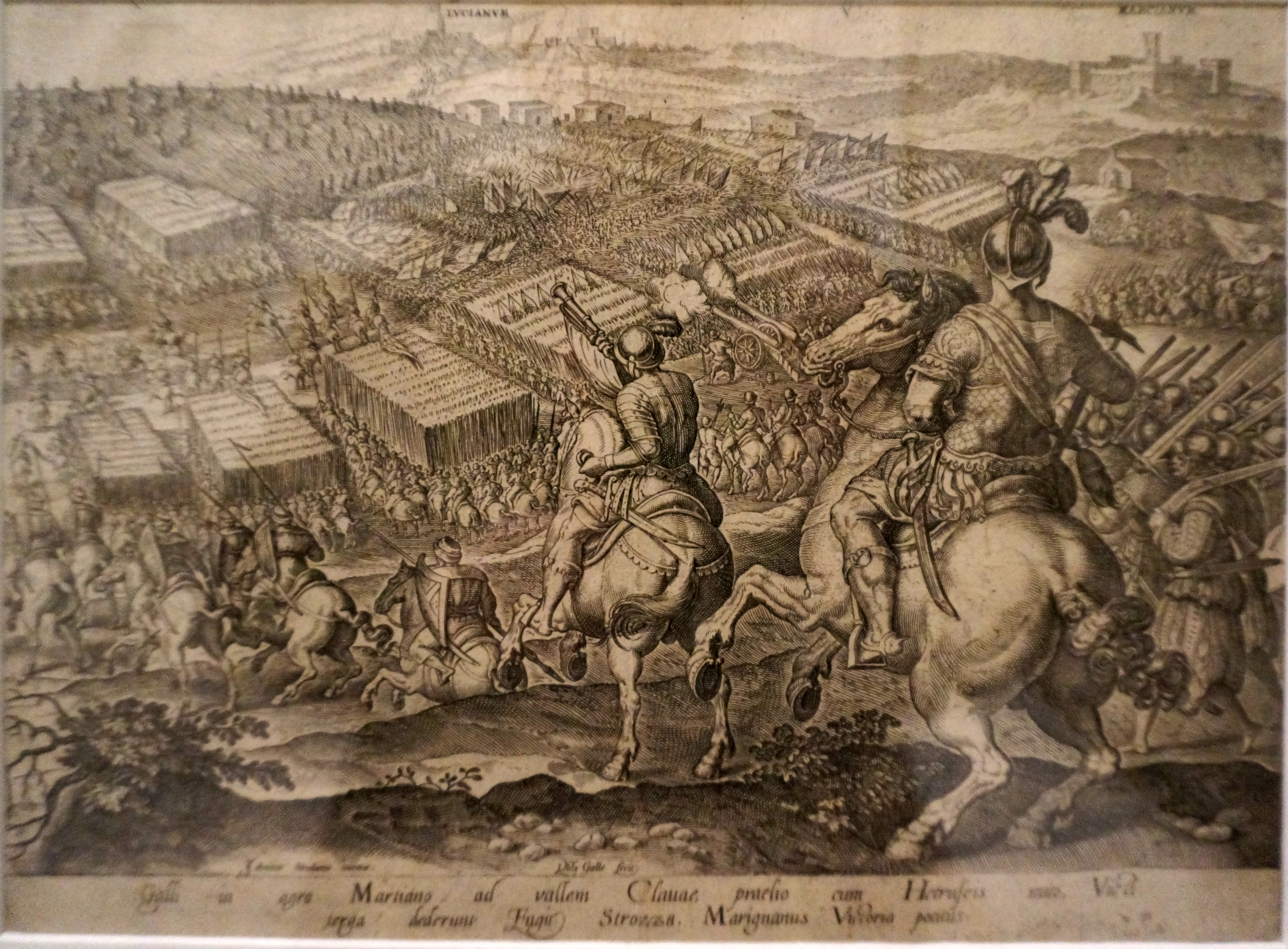
Чёрные отряды в бою

Создателем отряда был Джованни Медичи, сын графини Катерины Сфорца. В два года он потерял отца, в 11 лет — мать; после этого его опекуном стал Якопо Сальвиати, увезший его в Рим. Папа Лев X был братом жены Якопо, и по ходатайству Якопо Джованни попал в папское ополчение. В составе папских войск Джованни принял участие в Урбинской войне, после чего решил стать кондотьером.
Джованни создал собственную армию, экипированную легкими конями и специализирующуюся на быстрых, но разрушительных атаках, хитрой тактике и засадах. В 1520 году он одержал победу против нескольких мятежных баронов в Марше. В 1521 году началась очередная Итальянская война, в которой папа Лев X стал союзником императора Карла V против французского короля Франциска I. Джованни оказался под командованием Просперо Колонна и одержал победу над французами в октябре при Ваприо д’Адда, открыв тем самым путь к Павии, Милану и Пьяченце. К этому моменту слава о нём, как одном из самых способных военачальников распространилась по всей Италии.
В знак траура в связи со смертью Льва Х (1 декабря 1521 года), своему дяде по браку и более отдалённому родственнику по отцовской линии, Джованни добавил черные полосы на свой герб, по какой причине получает своё прозвание — «делле Банде Нере», то есть «в черные полосы». Соответственно, его вооруженные формирования получили название «Bande Nere» — что, по созвучию с итальянским словом Banda («банда»), звучало почти как «черные отряды». Кроме того, тактический успех его отрядов был так велик, что он заслужил прозвище «Невидимка».
В 1522 году «Чёрные отряды» принимали участие на французской стороне в битве при Бикокке. В августе 1523 года Джованни был нанят императором, а в январе 1524 года разбил французов и швейцарцев при Каприно Бергамаско.
В 1523 году Джулио Медичи — двоюродный брат матери Джованни — стал папой под именем Климент VII. Новый папа выплатил Джованни все долги, но взамен приказал перейти на сторону французов, с которыми Рим заключил союз против императора. Собственно Джованни было обещано вернуть материнские земли — Форли и Имолу. Зимой 1524—1525 годов «Чёрные отряды» принимали участие в защите Павии, однако в одной из вылазок Джованни был ранен и отправился на лечение в Пьяченцу, поэтому в битве при Павии его армия не участвовала.
Когда в 1526 году началась война Коньякской лиги, «Чёрные отряды» попытались остановить продвижение в Ломбардию ландскнехтов Георга фон Фрундсберга. 25 ноября 1526 года Джованни был ранен в сражении близ Говерноло из фальконета чуть повыше колена. Его перевезли в Мантую, где он умер от гангрены 30 ноября 1526 года.
После смерти Джованни «Чёрные отряды» под руководством Орацио ди Джампаоло Бальони продолжили участвовать в войне на стороне Папы и французов. В 1527 году они отправились вместе с Оде де Фуа на завоевание Неаполитанского королевства, но моровое поветрие вкупе с изменой генуэзца Андреа Дориа привели предприятие к краху. В неаполитанском походе умер от чумы Оде де Фуа, а Бальони 22 мая был убит в засаде пикой ландскнехта. «Чёрные отряды» отступили вместе с остатками французской армии, и в 1528 году сдались имперцам, практически прекратив после этого своё существование. «La cruenta fratelli» («Кровные братья») — более позднее образование наёмников — считается продолжателем «Чёрных отрядов».